# Abborrtjärnarna (Jokkmokks socken, Lappland, 734270-169071)
Abborrtjärnarna är en sjö i Jokkmokks kommun i Lappland och ingår i Piteälvens huvudavrinningsområde.